# الادیسکس
الادیسکس (به لاتین: Aladiškės) یک منطقهٔ مسکونی در لیتوانی است که در شهرستان آلیتوس واقع شده‌است.

## خصوصیات
الادیسکس ۱۱ نفر جمعیت دارد.